# 舐 〜zetsu〜
「舐 〜zetsu〜」（ゼツ）は、日本のバンドthe GazettEの5枚目のシングルである。2004年7月28日発売。発売元はPS COMPANY。

## 概要
- 「ザクロ型の憂鬱」「未成年」と3枚同時発売。
- 2004年7月28日にキングレコードより「大日本異端芸者的脳味噌中吊り絶頂絶景音源集。」としてまとめられた。
- この作品から1パートのみであるがドロップBチューニング(全弦1音半下げてさらに6弦のみもう1音下げたチューニング)を採用している。

## 収録曲
1. 舐 〜zetsu〜[4:27]
作詞：流鬼／作曲・編曲：大日本異端芸者の皆様